# 金華猫
金華猫（きんかびょう）は、人心を惑わす伝説上の妖怪である。

## 概要
「金華の猫」とも呼ばれるこの妖怪は、浙江省金華の猫に纏わるものである。
　水木しげるは著書『水木しげるの中国妖怪事典』で、「金華の猫」名義で、これを紹介する際に、特徴その他から「憑き物」である可能性を示唆している。
氷厘亭氷泉によれば、古い文章において猫又(「猫股」表記)は「漢語をそのまま用いて」金華あるいは金華猫という字を当てているものがあるという。
朝里樹監修、戦狐ほか著『日本怪異妖怪事典 東北』では、秋田県潟上市に伝わる猫の伝承に関し、菅原源八の屋敷で夜間警護をする「通力自在にして風雨や地震を起こ」せ「一帯の猫たちを取り仕切る猫の親方」について原典である菅原源八『枯尾花集』には「金花猫」と記述されるが『説聴』に伝わる「中国の金華地方に伝わる金華猫」と関連すると書いている。

## 記録
『猫苑・霊異』第51条に『堅瓠集』から引用された原文は以下。
| 「 | "金華猫，畜之三年後，毎于中宵，蹲踞屋上，伸口対月，吸其精華，久而成怪，毎出魅人，逢婦女則変美男，逢男則変美女。毎至人家，先溺于水中，人飲之，則莫見其形。凡遇怪来，宿夜以青衣覆被上，遲明視之，若有毛，則潜約猟徒，牽数犬，至家捕猫，炙其肉以食病者，自愈；若男病而獲雄，女病而獲雌，則不治矣。府庠張廣文有女，年十八，為怪所侵，髪尽落，後捕雄猫治之，疾始瘳。" | 」 |

(金華猫は、生後3年で、夜中になると屋根の上にしゃがみこみ、月に対して口を開き、月のエッセンスを取り込み、そうして段々と妖怪になる。出会ったすべての人を魅惑し、女性と遭遇したときは美男に、男性と遭遇したときは美女に変化する。人の家に入ると水の中に尿をし、人がその水を飲んでしまうと、姿形が見えないようになる。この猫と遭遇したなら、夜に青黒い服を羽織ってからよく見ること。毛があったなら、物陰から数匹の犬を連れた狩人を家に招き入れ、捕らえてその肉を焼いて病人に与えると、快癒するであろう。もし男性の病人がオスを捕まえたり女性の病人がメスを捕まえたりした場合には、うまく治らない。金華府の学府に通う張広文の18才の娘は、猫の妖怪に襲われて、頭髪が抜け落ちてしまったが、オスを捕まえて彼女自身を治させ、病を克服した。)
南宋の洪邁は、『夷堅支丁』第8巻に以下のように記した。
| 「 | "臨安女子為魅所祟，見一少年，状貌奇偉，凡飲食所須，應声即辦，謳吟笑語，与人不殊。而旁人皆不能見。請術士禳之，了不為動。有賣面羽老，一問即知為猫魈。遂行法誅之。至後世有“金華猫妖”之説，即猫魈也。" | 」 |

(臨安の女子は魅惑されてしまった。まったく少年に見えるが、長身で、およそ飲み食いはすべて歌を吟じ談笑しながら即座に成され、人と変わらない様子である。術士に祓わせようとしても、仕事をしなくなってしまう。変な衣装を着た老人は、これを「猫魈」として知っていたため、うまくこれを誅せた。後の世に言う「妖怪・金華猫」は、つまり猫魈である。)
清の納蘭性徳は、『淥水亭雑識』に以下のように記した。
| 「 | "金華人家忌畜純白猫，能夜蹲瓦頂，盗取月光，則成精為患也。" | 」 |

(金華の家々では真っ白な猫を忌む。夜中に屋根の上でしゃがみ、月明かりを盗み取って、健康な人を病人に変えてしまうからだ。)
清の袁枚は、『続子不語』第5巻『緑郎紅娘』に以下のように記した。
| 「 | "言金華有猫魈，妖鬼類也。" | 」 |

(金華には、猫魈と呼ばれる妖怪のたぐいがいると言われている。)

## 注
1. ↑  『水木しげるの中国妖怪事典』　66頁
2. ↑  氷厘亭氷泉 『日本怪異妖怪事典　関東』388頁
3. ↑  『日本怪異妖怪事典　東北』275頁